# 道の駅椿はなの湯
道の駅椿はなの湯（みちのえき つばきはなのゆ）は、和歌山県西牟婁郡白浜町椿にある国道42号の道の駅である。

## 施設
椿温泉が源泉となっており、ここから湧き出ている「椿はなの湯」はpH9.9と高いアルカリ性の湯となっている。
- 駐車場
  - 普通車：14台
  - 大型車：2台
  - 身障者用駐車場：2台
- トイレ
  - 男性：5（3器は24時間利用可能）
  - 女性：4（3器は24時間利用可能）
  - 身障者用：1
- お食事処「お家ごはん まんま」（9:00 - 20:00）
- 物産物販売コーナー（9:00 - 20:00）
- 公衆浴場「椿はなの湯」（11:00 - 20:00、有料）[5]
- 足湯（10:00 - 17:00、無料）[5]

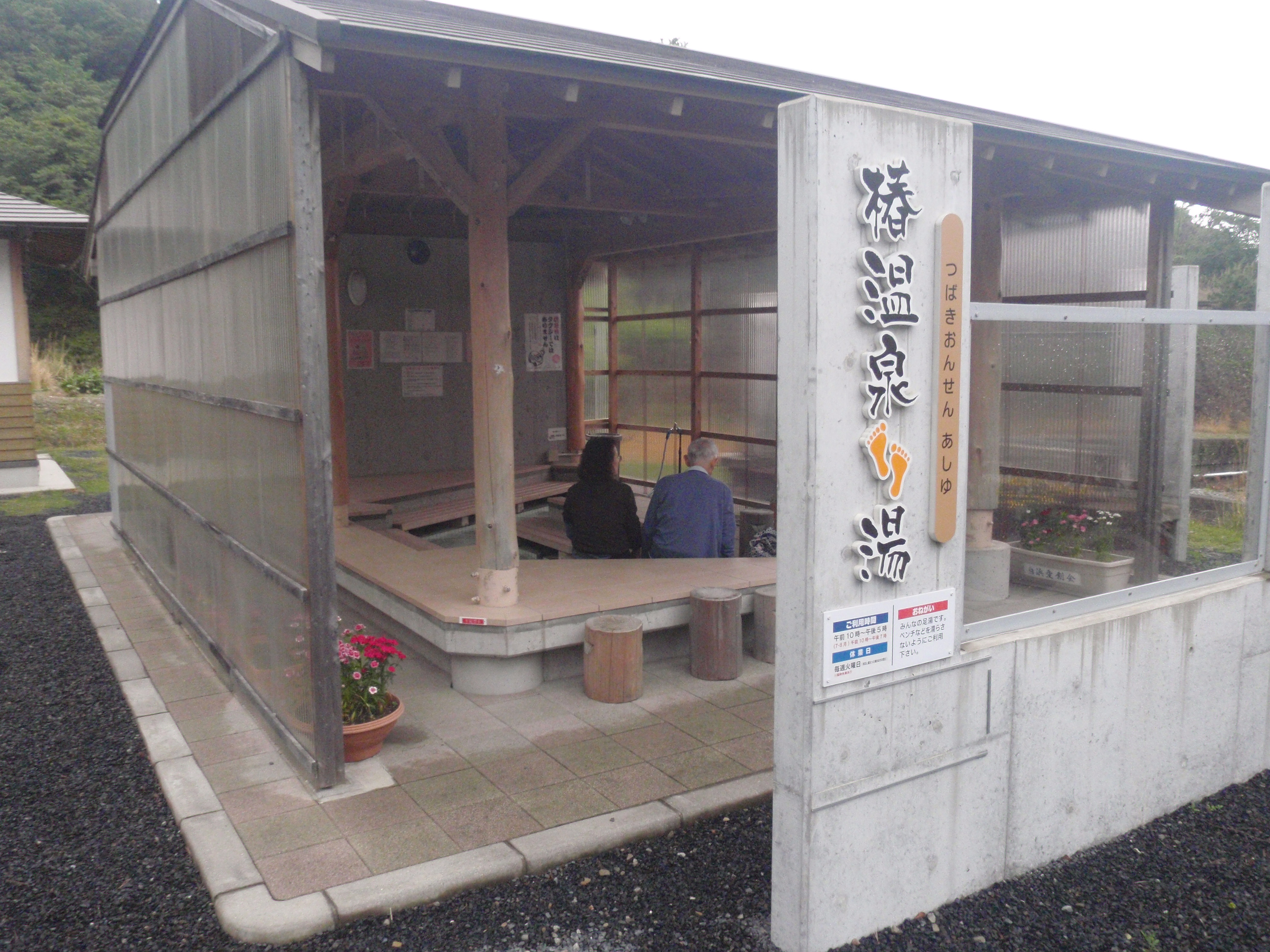
無料足湯
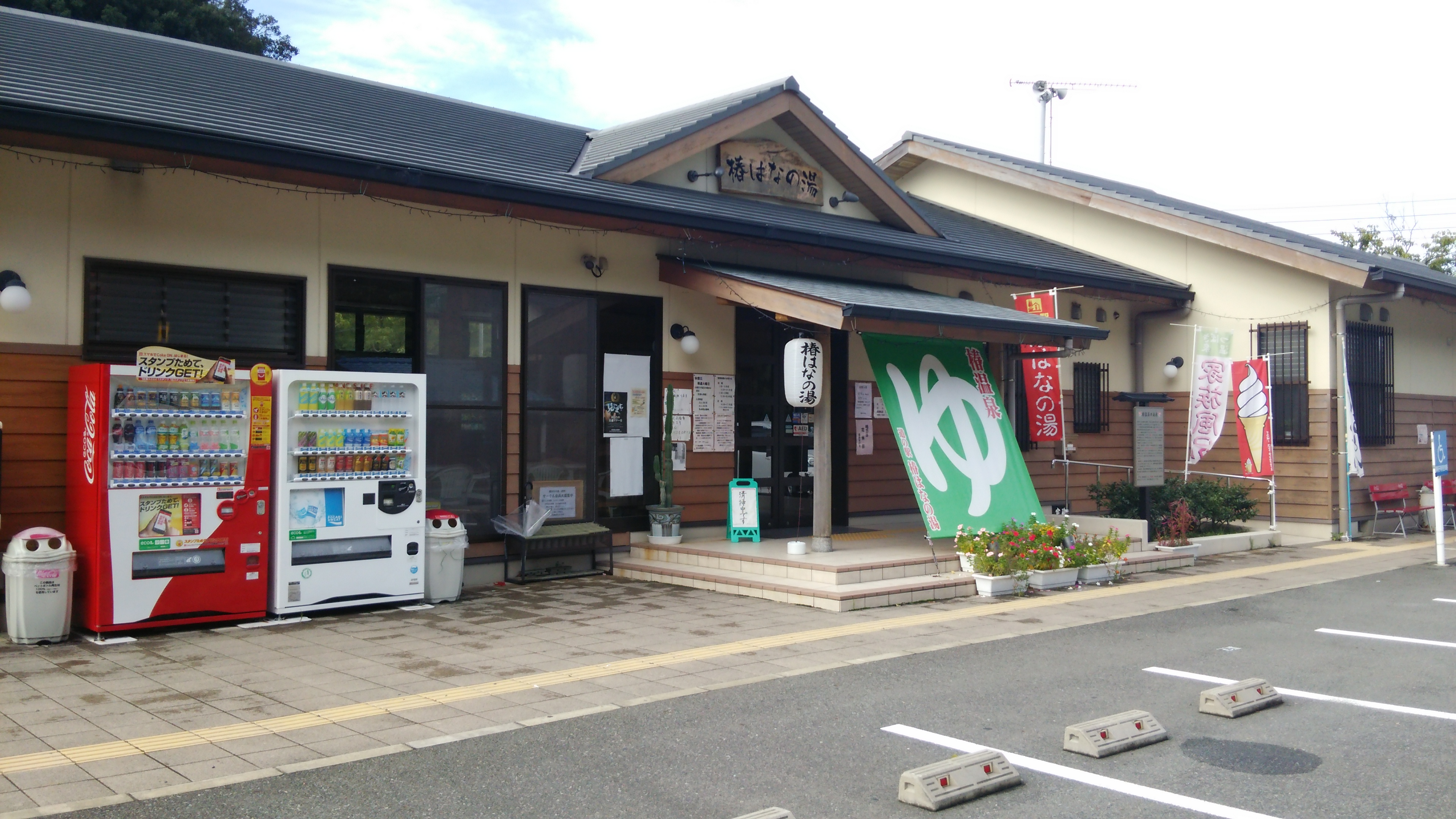
椿はなの湯

### 管理団体
- 白浜町

## 休業日
- 毎週火曜日（休業日が祝日の場合、翌日）
- 1月1日

## アクセス
- 国道42号 - 登録路線
  - 和歌山県道215号椿停車場線

## 周辺
- 椿温泉
- 白良浜